# Muscolo flessore lungo del pollice
Il muscolo flessore lungo del pollice è un muscolo dell'avambraccio e della mano che flette il pollice. Si trova sullo stesso piano del flessore digitale profondo.
Il muscolo è esclusivamente riscontrato nella specie umana, rudimentale o assente in altri primati. Origina dai due terzi prossimali della faccia anteriore del radio, dalla membrana interossea e dal processo coronoideo dell'ulna. Il tendine attraversa il canale del carpo e si inserisce alla faccia palmare della falange distale del pollice. Contraendosi, flette l'articolazione interfalangea del pollice. Il muscolo flessore lungo del pollice è innervato dal nervo mediano.